# Presidentvalet i Finland 1931

Pehr Evind Svinhufvud, Finlands president 1931-1937, tillsammans med föregående presidenten Lauri Kristian Relander.

Presidentvalet i Finland 1931 ledde till att Pehr Evind Svinhufvud från Samlingspartiet valdes till president för en mandatperiod på sex år. Han representerade ett valförbund som överskred partigränserna, men sitt största stöd fick han av just Samlingspartiet.
15-16 januari 1931 skedde val bland allmänheten till ett elektorskollegium som i sin tur utsåg presidenten. Svinhufvud utsågs i tredje omgången vid omröstningen i elektorskollegiet, med 151 elektorer mot 149 för tidigare presidenten Kaarlo Juho Ståhlberg.

## Resultat

### Val till elektorskollegiet
| Parti                      | Röster  | Andel  | Mandat |
| -------------------------- | ------- | ------ | ------ |
| Socialdemokraterna         | 252 550 | 30,2 % | 90     |
| Samlingspartiet            | 180 378 | 21,6 % | 64     |
| Agrarförbundet             | 167 574 | 20,0 % | 69     |
| Framstegspartiet           | 148 430 | 17,7 % | 50     |
| Svenska folkpartiet        | 75 382  | 9,0 %  | 25     |
| Småbrukarpartiet           | 11 772  | 1,4 %  | 2      |
| Övriga                     | 672     | 0,1 %  | 0      |
| Ogiltiga och blanka röster | 2 763   | –      | –      |
| Summa                      | 839 521 | 100 %  | 300    |
| Källa: Nohln & Stöver      |         |        |        |

### Elektorskollegiets röster
| Kandidat               | Parti              | Första omgången | Första omgången | Andra omgången | Andra omgången | Tredje omgången | Tredje omgången |
| Kandidat               | Parti              | Röster          | Andel           | Röster         | Andel          | Röster          | Andel           |
| ---------------------- | ------------------ | --------------- | --------------- | -------------- | -------------- | --------------- | --------------- |
| Väinö Tanner           | Socialdemokraterna | 90              | 30,0 %          | 0              | –              | –               | –               |
| Pehr Evind Svinhufvud  | Samlingspartiet    | 88              | 29,3 %          | 98             | 32,7 %         | 151             | 50,3 %          |
| Kyösti Kallio          | Agrarförbundet     | 64              | 21,3 %          | 53             | 17,7 %         | –               | –               |
| Kaarlo Juho Ståhlberg  | Framstegspartiet   | 58              | 19,3 %          | 149            | 49,7 %         | 149             | 49,7 %          |
| Summa                  | Summa              | 300             | 100 %           | 300            | 100 %          | 300             | 100 %           |
| Källa: Nohlen & Stöver |                    |                 |                 |                |                |                 |                 |